# Marx Beltrão
Marx Beltrão Lima Siqueira GCRB (Maceió, 28 de novembro de 1979) é um advogado e político brasileiro filiado ao Progressistas (PP).

## Biografia
Foi eleito pela primeira vez em 2004 prefeito do município de Coruripe e reeleito em 2008 com 72,9% dos votos válidos.
Nas eleições de 2014, foi o segundo deputado federal mais votado de Alagoas, com 123.317 votos.
Em 5 de outubro de 2016 licenciou-se do mandato de Deputado Federal para tornar-se ministro do Turismo.
É sobrinho do ex-prefeito de Coruripe, Joaquim Beltrão.

### Ministro do Turismo
Tomou posse  no Ministério do Turismo em 5 de outubro de 2016. Como ministro, participou dos maiores eventos do setor, como a WTM em Londres , onde propôs a maior integração da América Latina para promover os destinos da região. Participou também da FITUR, uma das maiores feiras de turismo do mundo, em Madrid. Na ocasião aproveitou a agenda para convidar os empresários espanhóis a aproveitar o pós-olimpíada e investir no Brasil.  
Em 11 de abril de 2017 lançou o Brasil Mais Turismo, pacote de medidas para impulsionar o crescimento do setor de viagens no Brasil. Entre as medidas anunciadas estavam a abertura total das empresas aéreas ao capital estrangeiro, para fomentar a competitividade do mercado de aviação civil no Brasil. Outra medida proposta no pacote é a criação de vistos eletrônicos para países estratégicos.

### Volta à Câmara
Em agosto de 2017 votou a favor do presidente Michel Temer, no processo em que se pedia abertura de investigação, e que poderia lhe afastar da presidência da república.